# Onyx (groupe)
Pour les articles homonymes, voir Onyx.
Onyx est un groupe de hip-hop américain , originaire de South Jamaica, dans le Queens, New York. Le groupe se compose de Sticky Fingaz, Fredro Starr et Sonsee (anciennement Suavé et Sonee Seeza). L'ancien membre Big DS (Marlon Fletcher) quitte le groupe pour une carrière solo, et meurt plus tard à la suite de complications liées à un cancer.

## Biographie

### Débuts
Le groupe se forme en 1988 et commercialise son tout premier extended play-vinyl, Ah, And We Do It Like This, en 1990. La musique révèle une forte influence jazz, bien plus que leurs dernières compositions en date. En 1991, Onyx présente une démo chez Jam Master Jay à Def Jam, mais Big DS et Sonee Seeza (plus tard connu sous le nom de Suavé) se trouvaient au même moment dans le Connecticut, de ce fait Fredro Starr fait appel à son cousin Sticky Fingaz (qui vivait en ce temps à Brooklyn). Une fois Sticky Fingaz inclus dans le groupe, ce dernier commercialise le titre Throw Ya Gunz (en) en 1992.

### Carrière
Par la suite, Onyx signe chez Def Jam et un futur LP est en enregistrement, intitulé Bacdafucup. L'album rencontre un énorme succès commercial, est diffusé à la radio et sur MTV concernant le single Slam. Onyx jouait également avec Biohazard sur le titre Judgment Night, présenté sur l'album homonyme. Onyx est également bien accueilli et reçoit le titre de l'« album de l'année » par Soul Train. En 1995, Onyx commercialise son second album, All We Got Iz Us (en). L'album, rencontrant moins de succès commercial, est néanmoins bien accueilli par l'opinion générale. En août 2008, dans un article de VIBE, All We Got Iz Us est listé en tant que meilleure musique de hip-hop composée en 1995 par les fans,. Les membres du groupe prennent une pause dans la musique et apparaissent dans des films tels que Clockers, Sunset Park (en) (1996), et Génération sacrifiée (1995). Onyx revient en 1998 pour leur troisième album, Shut 'Em Down (en), impliquant DMX, Lost Boyz, Raekwon, Method Man, Big Pun, Noreaga et le futur 50 Cent. Cet album est bien accueilli par l'opinion générale. À la suite de leur rupture de contrat avec Def Jam, le groupe revient en 2002 avec Bacdafucup Part II (en) et Sa'ad Part 4 commercialisés au label Koch Records, suivi de Triggernometry (en) en 2003 chez D3 Entertainment.
Un conflit s'est passé entre le membre d'Onyx Fredro Starr, et 50 Cent. Selon Rap News Network, 50 Cent a provoqué Fredro Starr aux 2003 Vibe Awards. Lors d'une entrevue en 2003, Fredro Starr explique selon ses propres termes « 50 Cent a commencé à m'embrouiller et à chercher la merde, puis un mec de la sécurité nous a séparés. C'est qu'un bouffon. Il respecte même pas Jam Master. » L'ancien membre du groupe Big DS, a commercialisé un album solo après son départ du groupe. Le 22 mai 2003, il meurt à la suite de complications liées à un cancer. Été 2006, Fredro commence un projet connu sous le nom de Yung Onyx. En juin 2008, Onyx commercialise son premier DVD : Onyx: 15 Years of Videos, History and Violence. Le DVD contient chaque vidéo d'Onyx en version digital et avec commentaires audio, des vidéos solo, et plus d'une heure de tournage dans les coulisses en 1992.
Onyx joue en août 2012 aux Gathering of the Juggalos annuel de Cave-in-Rock, dans l'Illinois, depuis 2009. Le même mois, le groupe commercialise son premier « nouvel » album depuis des années, Cold Case Files: Vol 2. L'album est uniquement disponible en ligne via OnyxDomain.com. Le 31 octobre 2012, le groupe diffuse un vidéoclip intitulé Belly of the Beast du nouvel album Cuzo. Enfin, ils sortent Wakedafucup, en 2014. Cet album est entièrement produit par un duo de producteurs allemands, les Snowgoons.
Onyx apparaît en featuring sur l'album La 26e Lettre du groupe français l'uZine, sorti le 19 mai 2023, sur le titre « On va les prendre ». En 2025, les deux groupes produisent ensemble l'album Battle Royale.

## Discographie

### Albums studio
- 1993 : Bacdafucup
- 1995 : All We Got Iz Us
- 1998 : Shut 'Em Down
- 2002 : Bacdafucup II
- 2003 : Triggernometry
- 2008 : Cold Case Files Murda Investigation
- 2014 : Wakedafucup
- 2017 : Shotgunz in Hell (avec Dope D.O.D.)Wakedafucup
- 2022 : 1993 (Stasevitch instrumental boom bap)
- 2025 : Lower East Side
- 2025 : Battle Royale (avec L’uZine)